# Supercopa Russa de Voleibol Masculino de 2016
A Supercopa Russa de Voleibol Masculino de 2016 foi a 9.ª edição deste torneio organizado anualmente pela Federação Russa de Voleibol (em russo:  Всероссийская федерация волейбола, VFV). A competição ocorreu na cidade de Cazã e participaram do torneio a equipe campeã da Superliga Russa e da Copa da Rússia de 2015 e o vice-campeã do Superliga Russa de 2015–16.
O Zenit Kazan se sagrou campeão pela quinta vez da competição ao derrotar o Dínamo Moscou por 3 sets a 0.

## Formato da disputa
O torneio foi disputado em partida única, válida pela primeira rodada da Superliga Russa de 2016–17.

## Equipes participantes
| Equipe        | Cidade | Qualificação                                                      | Última participação |
| ------------- | ------ | ----------------------------------------------------------------- | ------------------- |
| Zenit Kazan   | Cazã   | Campeão da Superliga Russa de 2015–16 e da Copa da Rússia de 2015 | 2015                |
| Dínamo Moscou | Moscou | Vice-campeão da Superliga Russa de 2015–16                        | 2009                |

## Resultado
| Data   | Hora  |             | Placar |               | Set 1 | Set 2 | Set 3 | Set 4 | Set 5 | Total | Relatório |
| ------ | ----- | ----------- | ------ | ------------- | ----- | ----- | ----- | ----- | ----- | ----- | --------- |
| 27 set | 18:30 | Zenit Kazan | 3–0    | Dínamo Moscou | 25–14 | 25–18 | 25–15 |       |       | 75–47 | Relatório |

## Premiação
| Supercopa Russa de 2016          |
| -------------------------------- |
| Zenit Kazan Campeão (5.° título) |